# アトラ・ハシース
アトラ・ハシースまたはアトラハシス / アトラ・ハーシス < Atra-Hasis > は、紀元前18世紀に3枚の粘土版にアッカド語で記された叙事詩（邦訳例『アトラ・ハシース神話』、或いは『アトラ・ハシース叙事詩』）の主人公。いわゆる『大洪水伝説』に登場する、『旧約聖書』の「創世記」6章以降に収録されている『ノアの方舟』の主人公ノアに当たる人物。

## 呼称
アトラ・ハシースはアッカド語で「賢き者」「最高の賢者」の意で新語系であり、元来はアトラム・ハシース < Atra-m-hasis > と呼ばれた。『アトラ・ハシース叙事詩』以外にも各神話や伝承に名前を変えて登場するが、以下に示す者は基本的に同一人物として描かれる。
例として、『ギルガメシュ叙事詩』における彼は古バビロニア語のウタナピシュティム < Uta-napistiim >（「生命を見た者」の意）の変形名と解されたウトナピシュティム < Ut-napishtim >と述べられている他、シュメール語の大洪水伝説では「永遠の生命」「永続する生命」の意であるジウスドラまたはジウスドゥラ < Ziusu-dra >と呼ばれた。なお、ジウスドゥラについては近年、「ジウドスラ」と読むべきであるとの説が出されている。
ヘレニズム時代にはベロッソス著ギリシア語版『バビロニア史』において、ジウスドゥラのギリシア語化であるクシストロスの名で伝わった。

## 概要
- アッシリア版: アッシュールバニパルの図書館（ニネヴェ）から発見。
- ウガリットからアトラ・ハシース叙事詩の断片が発見。
- エンリルは、意地悪い、気まぐれな性格に描かれ、エンキは優しく助けになる性格と描かれる。

### 年表
- 1876年、ジョージ・スミスのThe Chaldean Account of Genesis[8]によって最初に翻訳。
- 1899年、Heinrich Zimmern により主人公の名前がAtra-Hasisとなる。
- 1991年、ステファニー・ダリー (Stephanie Dalley) は、アトラ・ハシースとギリシャ神話の洪水を起すデウカリオーンの父プロメーテウスとの名前の類似を指摘[9]。
- 1965年、W. G. Lambert と、A. R. Millard[10]は、古バビロニア版（紀元前1650年記述）を含む資料を発表[11]。
- 1992年、ヴァルター・ブルケルト[12]は、ホメロスの叙事詩『イリアス』との関連性を論じる。

### あらすじ

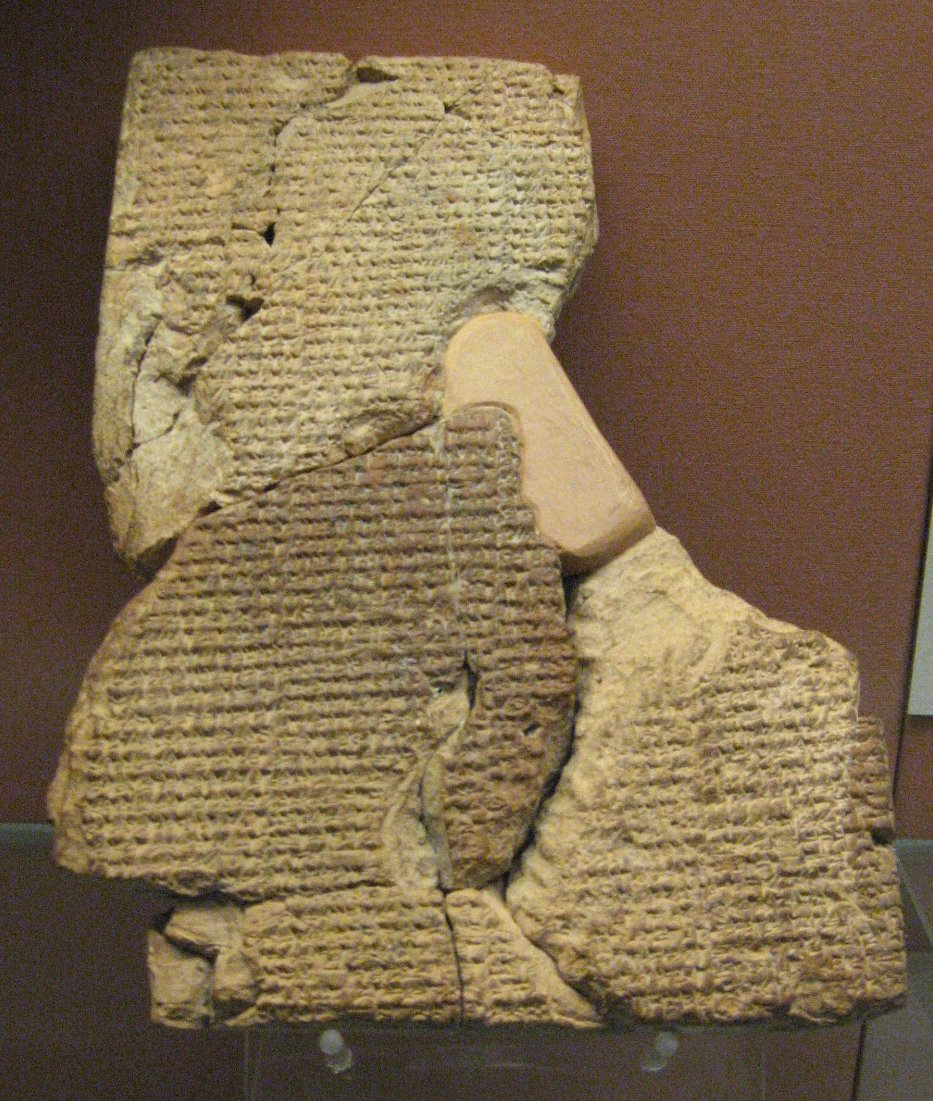
楔形文字粘土版（英国博物館）

上述の粘土板3枚について。

#### 粘土版 1
アヌ（天）、エンリル（風）、エンキ（水）による宇宙の創造（創造神話 ）
エンリルは、下位の神々に農業、治水を命じる。40年後、下位の神々は反乱を起こす。エンキは、人間をつくって農業と治水を行わせることを提案。　
母神ニンフルサグ（マミ）は、死んだ知恵の神ゲシュトウーエ (Geshtu-e) の肉と血を混ぜた粘土で人間をつくる。神々は粘土につばを混ぜる。10か月後、人間が誕生。　

#### 粘土版 2
人間の過剰人口、エンリルは人口を減らすために飢餓と旱魃を1200年毎にもたらす。エンリルは、人間を破壊するために洪水を起すことを決める。

#### 粘土版 3
ギルガメシュ叙事詩: 粘土版 11にて改めて記載。
エンキは、シュルッパクのアトラ・ハシースに、家を解体して船を造り、エンリルが起そうとしている洪水から避難する術を話す。アトラ・ハシースは、彼と彼の家族、動物と船に乗り扉を閉め避難。嵐と洪水が起こってから7日後、アトラ・ハシースは神々に生け贄を捧げる。エンリルは、エンキが計画を漏らしたことを咎めるも、エンキとエンリルは和解。